# Dicyphus hesperus
Dicyphus hesperus är en insektsart som beskrevs av Knight 1943. Dicyphus hesperus ingår i släktet Dicyphus och familjen ängsskinnbaggar. Inga underarter finns listade i Catalogue of Life.